# Miguel Brieva
Miguel Brieva (Sevilla, 1974) es un dibujante y escritor español. Su medio de expresión son viñetas gráficas que reflejan el estilo de la primera publicidad de los años 1950-1960 y textos cortos que suelen tomar forma de historietas, aforismos, definiciones, poesía y poesía visual.

## Biografía
Nacido en una familia acomodada de Sevilla, es hijo de la neurocientífica Carmen Estrada. Comenzó autoeditándose en los primeros años del siglo XXI en la publicación Dinero. Después ha trabajado en el periódico Diagonal, El Jueves, La Vanguardia, Cinemanía, Ajoblanco, Mondo Brutto, El País y Rolling Stone, entre otros. La editorial Mondadori ha publicado, con licencia Creative Commons, recopilatorios de sus trabajos. En 2006 creó un grupo de música llamado Las Buenas Noches junto con sus colegas, donde toca actualmente el cuatro venezolano, el charango e instrumentos de percusión.

## Estilo
En sus viñetas llama mucho la atención el desajuste permanente entre la iconografía inocente del consumismo prometedor de la posguerra y un texto que lleva ese consumismo hasta extremos contradictorios, absurdos, macabros o irreales. El propio Brieva, sin negar esto, añade: 

La fastidiosa hiper-reproducción de nuestro mundo a través de todos los soportes visuales y publicitarios, junto con el progresivo desvanecimiento de nuestra propia identidad nos hace volver los ojos con nostalgia, fetichismo o inexplicable fascinación estética hacia iconografías del pasado".

Su humor se ha percibido en términos muy políticos. Sin embargo su obra no es, ni mucho menos, exclusivamente política, pues reflexiona en torno a cuestiones independientes de la estructura social, como la estupidez o la muerte. La manera de presentar estos temas le entronca con el esperpento español.

## Obra
| Año  | Título | Editorial                                | Tipo           |
| ---- | --- | ---------------------------------------- | -------------- |
| 2000 | Propuestas para no hacer                                                                                            | Ediciones Clismón                        |                |
| 2004 | La vida / La muerte (como Marcz Doplacié)                                                                           | Ediciones Clismón                        | Poesía         |
| 2007 | Enciclopedia Clismón                                                                                                | Mondadori                                | Recopilatorio  |
| 2008 | Dinero | Mondadori                                | Recopilatorio  |
| 2009 | El otro mundo | Mondadori                                | Recopilatorio  |
| 2010 | Al final (con guion de Silvia Nanclares)                                                                            | Kókinos                                  | Infantil       |
| 2012 | Memorias de la tierra                                                                                               | Mondadori                                | Recopilatorio  |
| 2012 | Obras incompletas de Marcz Doplacie                                                                                 | Belleza Infinita                         | Poesía         |
| 2015 | Lo que me está pasando. Diarios de un joven emperdedor                                                              | Reservoir Books                          | Novela gráfica |
| 2017 | Sal de la máquina. Cómo superar la adicción a las nuevas tecnologías y recuperar la libertad perdida (Sergio Legaz) | Libros en acción (Ecologistas en acción) | Guía, ensayo   |
| 2017 | La gran aventura humana : pasado, presente y futuro del mono desnudo                                                | Reservoir Books                          | Recopilatorio  |
| 2019 | Diccionario del franquismo (Manuel Vázquez Montalbán)                                                               | Anagrama                                 |                |
| 2019 | La Odisea ilustrada (Traducción de Carmen Estrada)                                                                  | Malpaso                                  |                |
| 2022 | Manuela y los Cakirukos                                                                                             | Reservoir Books                          |                |
| 2023 | Se busca un futuro en el que desear vivir                                                                           | Astiberri                                |                |
| 2023 | Ecotopías. Imaginar el futuro para cambiar el presente. Varios autores                                              | Astiberri                                |                |

## Premios
Recibe el premio Oxcars en 2010 junto a otras personalidades del panorama actual como Txaber Allué, José Luis Sampedro y Belén Gopegui